# غاري كروسبي (لاعب كرة قدم)
غاري كروسبي (بالإنجليزية: Gary Crosby)‏ هو لاعب كرة قدم بريطاني، ولد في 8 مايو 1964 في سليفورد في المملكة المتحدة. لعب مع روشدين ودايموندز وغريمسبي تاون ولينكولن سيتي أف سي ونادي بيرتن ألبيون ونوتينغهام فورست وهدرسفيلد تاون.

## وصلات خارجية
- غاري كروسبي على موقع قاعدة بيانات كرة القدم.إي يو (الإنجليزية)
- غاري كروسبي على موقع Soccerbase.com (لاعب) (الإنجليزية)
- غاري كروسبي على موقع عالم كرة القدم.نت (الإنجليزية)